# Hollingbourne
Hollingbourne is een civil parish in het bestuurlijke gebied Maidstone, in het Engelse graafschap Kent. In 2011 telde het civil parish 949 inwoners. Hollingbourne komt in het Domesday Book (1086) voor als 'Hoilinegeborde' / 'Holingeborne'.

## Geboren
- Liv Boeree (1984), pokerspeelster